# Wang Yan (gimnasta)
Wang Yan (Pekín, China, 30 de octubre de 1999) es una gimnasta china, medallista olímpica en el concurso por equipos de Río 2016, y subcampeona del mundo, también en el concurso por equipos, en Glasgow 2015.

## Carrera deportiva
En el Mundial celebrado en Glasgow en 2015 ayuda a su equipo a conseguir la segunda posición (plata), solo por detrás de las estadounidenses. Las otras seis componentes del equipo chino eran: Chen Siyi, Fan Yilin, Shang Chunsong, Tan Jiaxin, Mao Yi y Zhu Xiaofang.
En 2016 viaja a Río de Janeiro para participar en las Olimpiadas donde ayuda a su equipo a ganar la medalla de bronce, quedando tras las estadounidenses (oro) y las rusas (plata). Sus cuatro compañeras en el equipo eran: Fan Yilin, Shang Chunsong, Tan Jiaxin y Mao Yi.